# Stenochroma hefferni
Stenochroma hefferni är en skalbaggsart som beskrevs av Vives, Bentanachs, Chew Kea Foo, Bentanachs och Chew Kea Foo 2009. Stenochroma hefferni ingår i släktet Stenochroma och familjen långhorningar. Inga underarter finns listade i Catalogue of Life.